# Prisman
Prismanul (denumit și benzen Ladenburg) este un compus organic policiclic cu formula chimică C6H6. Este un izomer al benzenului, fiind un izomer de valență. Prismanul este mult mai puțin stabil decât benzenul. Atomii de carbon (și hidrogen) din molecula prismanului sunt dispuși sub forma unei prisme triunghiulare formate din șase atomi. Albert Ladenburg a propus această structură pentru compusul cunoscut în prezent sub numele de benzen. Compusul a fost sintetizat doar în anul 1973.